# 会寧青年駅
会寧青年駅（フェリョンチョンニョンえき、朝: 회령청년역）は、朝鮮民主主義人民共和国咸鏡北道会寧市に位置する、朝鮮民主主義人民共和国鉄道省咸北線および会寧炭鉱線の鉄道駅である。会寧市の中心部に位置する。開業当初の名称は会寧駅であったが、朝鮮民主主義人民共和国成立後に会寧青年駅に改称された。集中貨物駅として、会寧炭鉱線などを経由して近隣の炭鉱から輸送されてきた石炭・鉱石を主に取り扱っている。

## 歴史
- 1917年11月25日：会寧駅として開業[2]。
- 日時不明：会寧青年駅に改称。